# Технологическая карта
Технологическая карта — это стандартизированный организационно-технологический документ, содержащий необходимые сведения, инструкции для персонала, выполняющего некий технологический процесс или техническое обслуживание объекта.
Надо сказать, что чаще всего технологическая карта составляется для каждого отдельно взятого объекта, оформляясь в виде понятной таблицы. В одной технологической карте могут учитываться различные, но при этом имеющие какое-либо сходство между собой модели объектов. Данный вид документации составляется исключительно техническими службами предприятия, тогда как утверждается непосредственно руководителем предприятия.
Технологическая карта (ТК) должна отвечать на вопросы:
- какие операции необходимо выполнять;
- в какой последовательности выполняются операции;
- с какой периодичностью необходимо выполнять операции (при повторении операции более одного раза);
- сколько потрачено времени на выполнение каждой операции;
- какие необходимы инструменты и материалы для выполнения операции.

Технологические карты разрабатываются в случае:
- высокой сложности выполняемых операций;
- наличие спорных элементов в операциях, неоднозначностей;
- при необходимости определения трудовых затрат на эксплуатацию объекта.

Как правило, технологические карты составляется для каждого объекта отдельно и оформляется в виде таблицы. В одной Технологической карте могут быть учтены различные, но схожие модели объектов. Технологическая карта составляется техническими службами предприятия и утверждается руководителем предприятия (главным инженером, главным агрономом).
Существуют также технологические карты учебного занятия.